# American Basketball League (1925-1953)
L'American Basketball League (abbreviata in ABL) fu una lega professionistica di pallacanestro fondata nel 1925, tra le prime e più importanti degli Stati Uniti.

## Storia

### Prime stagioni (1925-1931)
L'ABL nacque nell'autunno 1925 grazie all'idea di George Preston Marshall, George Halas e Joseph Carr (tre massimi dirigenti della National Football League dell'epoca), che diedero vita al primo campionato professionistico, cui partecipavano squadre delle grandi città degli Stati Uniti d'America orientali. Primo presidente fu proprio Carr.
In un periodo ancora di fase di sviluppo e di miglioramento delle regole del gioco, la ABL decise di adottare un regolamento preciso e uniforme, a differenza di quanto accadeva nel resto degli Stati Uniti. Venne così impedito il palleggio a due mani; fu introdotta una regolamentazione contrattuale dei giocatori; venne reso obbligatorio l'uso del tabellone dietro i canestri; fu adottata la regola dei tre secondi; le squadre vennero inoltre obbligate a ingaggiare almeno due rookie.
Nelle prime sei edizioni, dominate dai Cleveland Rosenblums e dai Brooklyn Celtics (che lasciarono la vittoria solamente ai Brooklyn Visitations nel 1930-1931), il campionato venne suddiviso in due fasi: la vincente della prima sfidava la vincente della seconda, nella serie finale che veniva chiamata "World Series" e attribuiva ai vincitori il titolo di "campione del mondo".
Con la crisi della grande depressione, il presidente John O'Brien (che nel 1928 era subentrato a Joseph Carr alla guida della lega) decise la sospensione del campionato al termine della stagione 1930-1931.

### La ripresa (1933-1946)
L'American Basketball League tornò a essere operativa nel 1933. O'Brien riorganizzò il campionato, cui si iscrissero squadre dell'area newyorkese. Fu il periodo del dominio dei Philadelphia Sphas, squadra di origine ebraica che vinse 7 titoli tra le stagioni 1933-1934 e 1944-1945. Fino al 1946 vinsero anche i Brooklyn Visitations, i Jersey Reds, i New York Jewels, i Wilmington Bombers e i Baltimore Bullets.
Con la nascita della Basketball Association of America (la BAA, che sarebbe divenuta la futura NBA) nel 1946-1947, l'ABL perse il ruolo predominante nella Costa Est statunitense e i giocatori più forti si trasferirono nelle squadre di BAA.

### Il declino (1946-1953)
La seconda guerra mondiale contribuì alla crisi dell'ABL; nel periodo bellico il numero di squadre diminuì sensibilmente. Nella fase post-bellica i Wilkes-Barre Barons furono i padroni della lega vincendo tre titoli, contrastati dai Scranton Miners che conquistarono il successo nel 1949-1950 e 1950-1951. Proprio in quegli anni fecero la loro comparsa anche squadre composte da giocatori neri, in un campionato giocato fino ad allora esclusivamente da giocatori bianchi.
La stagione 1952-1953 fu l'ultima nella storia della ABL; vinsero il titolo i Manchester British-Americans. Proprio durante quella stagione sorsero dei contrasti tra i proprietari delle squadre. Il motivo scatenante fu il fatto che i Jersey City Titans avevano ingaggiato Alex Groza, Sherman White e Ralph Beard, mentre gli Elmira Colonels avevano messo sotto contratto Bill Spivey. Ciò che accomunava i quattro giocatori era l'essere stati coinvolti nello scandalo delle partite truccate nel 1951; i primi tre erano stati inoltre esclusi a vita dalla NBA. Alcuni dei proprietari volevano pertanto escludere dal campionato i giocatori implicati nello scandalo, altri si opponevano invece all'esclusione. Nel frattempo i Middletown Guards e i Glens Falls-Saratoga lasciarono la lega tra il gennaio e il febbraio 1953.
Un altro momento di crisi fu quello dei playoff. I Manchester British Americans, dopo aver vinto in gara-1 di semifinale contro gli Scranton Miners, vennero sconfitti in gara-2. Tuttavia non accettarono la sconfitta, accusando Scranton di aver schierato Perry Del Purgatorio, giocatore che fino ad allora non aveva disputato alcun incontro stagionale poiché impegnato nell'esercito. John O'Brien inizialmente si schierò dalla parte dei Miners, ma cambiò poi opinione appoggiando la protesta dei British Americans. A quel punto anche gli Scranton Miners abbandonarono la lega. I British Americans vinsero il titolo, ma quella fu l'ultima stagione organizzata dalla American Basketball League.

## Albo d'oro
| Stagione                      | Campione                     | Risultato | Secondo                   |
| ----------------------------- | ---------------------------- | --------- | ------------------------- |
| 1925-1926                     | Cleveland Rosenblums         | 3-0       | Brooklyn Arcadians        |
| 1926-1927                     | Brooklyn Celtics             | 3-0       | Cleveland Rosenblums      |
| 1927-1928                     | Brooklyn Celtics (2)         | 3-1       | Fort Wayne Hoosiers       |
| 1928-1929                     | Cleveland Rosenblums (2)     | 4-0       | Fort Wayne Hoosiers       |
| 1929-1930                     | Cleveland Rosenblums (3)     | 4-1       | Rochester Centrals        |
| 1930-1931                     | Brooklyn Visitations         | 4-2       | Fort Wayne Hoosiers       |
| 1931-1933: campionato sospeso |                              |           |                           |
| 1933-1934                     | Philadelphia Sphas           | 4-2       | Trenton Moose             |
| 1934-1935                     | Brooklyn Visitations (2)     | 3-2       | New York Jewels           |
| 1935-1936                     | Philadelphia Sphas (2)       | 4-3       | Brooklyn Visitations      |
| 1936-1937                     | Philadelphia Sphas (3)       | 4-3       | Jersey Reds               |
| 1937-1938                     | Jersey Reds                  | 4-2       | New York Jewels           |
| 1938-1939                     | New York Jewels              | 3-0       | Jersey Reds               |
| 1939-1940                     | Philadelphia Sphas (4)       |           | Playoff con fase a girone |
| 1940-1941                     | Philadelphia Sphas (5)       | 3-1       | Brooklyn Celtics          |
| 1941-1942                     | Wilmington Blue Bombers      |           | Playoff non disputati     |
| 1942-1943                     | Philadelphia Sphas (6)       | 4-3       | Trenton Tigers            |
| 1943-1944                     | Wilmington Bombers (2)       | 4-3       | Philadelphia Sphas        |
| 1944-1945                     | Philadelphia Sphas (7)       | 2-1       | Baltimore Bullets         |
| 1945-1946                     | Baltimore Bullets            | 3-1       | Philadelphia Sphas        |
| 1946-1947                     | Trenton Tigers               |           | Baltimore Bullets         |
| 1947-1948                     | Wilkes-Barre Barons          | 2-1       | Paterson Crescents        |
| 1948-1949                     | Wilkes-Barre Barons (2)      | 3-2       | Scranton Miners           |
| 1949-1950                     | Scranton Miners              | 1-0       | Bridgeport Aer-A-Sols     |
| 1950-1951                     | Scranton Miners (2)          | 1-0       | Wilkes-Barre Barons       |
| 1951-1952                     | Wilkes-Barre Barons (3)      | 1-0       | Scranton Miners           |
| 1952-1953                     | Manchester British-Americans | 1-0       | Wilkes-Barre Barons       |